# 15周年ノスタルジックツアー
15周年ノスタルジックツアー（じゅうごしゅうねんノスタルジックツアー）は、みちのくプロレスが旗揚げ15周年を記念して開催された興行。

## 東京大会
- 日時 : 2008年6月19日
- 会場 : 後楽園ホール
- 動員数 : 2150人

| 第1試合 タッグマッチ                                                    |                                         |                                                            |
| ●日向寺塁 第八代ダイナマイト東北                                        | 10分28秒 ハイキック                     | 拳王○ 相澤孝之                                             |
| 第2試合 シングルマッチ                                                  |                                         |                                                            |
| ○つぼ原人                                                               | 6分10秒 珍ぐり返し                      | 北海珍念●                                                  |
| 第3試合 シングルマッチ                                                  |                                         |                                                            |
| ▲GAINA                                                                  | 11分2秒 無効試合（レフェリーに暴行）    | 藤田ミノル▲                                                |
| 第4試合 デルフィン軍団 vs 旧世代正規軍                                  |                                         |                                                            |
| <デルフィン軍団> ○スペル・デルフィン 愚乱・浪花 新崎人生 ヨネ原人       | 12分37秒 デルフィンクラッチ             | <旧世代正規軍> グラン浜田 HANZO マッチョ・パンプ ガルーダ● |
| 第5試合 シングルマッチ                                                  |                                         |                                                            |
| ○タイガーマスク                                                         | 11分13秒 タイガースープレックスホールド | 野橋真実●                                                  |
| 第6試合 正規軍 vs 九龍                                                  |                                         |                                                            |
| <正規軍> 南野タケシ 景虎 義経 ラッセ ●精霊                              | 11分39秒 ヘルム                         | <九龍> フジタ"Jr"ハヤト○ 大間まぐ狼 Ken45° 佐藤秀 佐藤恵   |
| 第7試合 〜15周年スペシャル6人タッグマッチ〜初対決! 最強ヒール軍団対決!! |                                         |                                                            |
| <SASUKE組> ●SASUKE サスケ・ザ・グレート 望月成晃                        | 20分15秒 ダイビングセントーン           | <海援隊☆DX> ディック東郷○ 獅龍 MEN'Sテイオー               |

## 福島大会
- 日時 : 2008年7月12日
- 会場 : 福島市体育館
- 動員数 : 612人

| 第1試合 タッグマッチ                              |                               |                                    |
| 日向寺塁 ●相澤孝之                                | 11分33秒 気仙沼落とし         | 気仙沼二郎○ 第八代ダイナマイト東北 |
| 第2試合 シングルマッチ                            |                               |                                    |
| ○つぼ原人                                         | 8分46秒 丸め込み              | 北海珍念●                          |
| 第3試合 タッグマッチ                              |                               |                                    |
| 南野タケシ ○ラッセ                                | 8分59秒 マバタキ              | 大間まぐ狼● Ken45°                 |
| 第4試合 シングルマッチ                            |                               |                                    |
| ○グラン浜田                                       | 8分32秒 浜ちゃんカッター      | ヨネ原人●                          |
| 第5試合 6人タッグマッチ                           |                               |                                    |
| ザ・グレート・サスケ スペル・デルフィン ○新崎人生 | 12分43秒 念仏パワーボム       | フジタ"Jr"ハヤト 佐藤秀 佐藤恵●    |
| 第6試合 6人タッグマッチ                           |                               |                                    |
| 景虎 義経 ●野橋真実                               | 12分22秒 ダイビングセントーン | ディック東郷○ 獅龍 MEN'Sテイオー   |

## 青森大会
- 日時 : 2008年7月13日
- 会場 : 問屋町ビッグサイト
- 動員数 : 613人

| 第1試合 タッグマッチ                 |                                     |                                  |
| ●日向寺塁 相澤孝之                   | 8分49秒 浜ちゃんカッター            | グラン浜田○ 南野タケシ           |
| 第2試合 タッグマッチ                 |                                     |                                  |
| ○ヨネ原人 つぼ原人                   | 9分54秒 バーミヤンスタンプ          | 北海珍念 第八代ダイナマイト東北● |
| 第3試合 タッグマッチ                 |                                     |                                  |
| 景虎 ○野橋真実                       | 9分54秒 逆打ち                      | 大間まぐ狼● Ken45°               |
| 第4試合 タッグマッチ                 |                                     |                                  |
| スペル・デルフィン △新崎人生         | 15分00秒 時間切れ引き分け           | TAKAみちのく△ MEN'Sテイオー      |
| 第5試合 6人タッグマッチ              |                                     |                                  |
| ▲ザ・グレート・サスケ SATO 獅龍      | 6分21秒 両者リングアウト            | フジタ"Jr"ハヤト 佐藤秀▲ 佐藤恵  |
| 再試合                               |                                     |                                  |
| ザ・グレート・サスケ ○SATO 獅龍      | 10分21秒 反則（マスク剥ぎ）         | フジタ"Jr"ハヤト 佐藤秀● 佐藤恵  |
| 第6試合 東北ジュニアヘビー選手権試合 |                                     |                                  |
| ○義経 （王者）                       | 18分17秒 シューティングスタープレス | ラッセ● （挑戦者）               |

## 山形大会
- 日時 : 2008年7月18日
- 会場 : ウェルサンピア山形スケート場
- 動員数 : 571人

| 第0試合 エキビジョンマッチ              |                                     |                                                   |
| 気仙沼二郎                              |                                     | チェリーマン                                      |
| 第1試合 10人タッグマッチ                |                                     |                                                   |
| 景虎 ラッセ 野橋真実 日向寺塁 ●相澤孝之 | 10分59秒 K.I.D                      | フジタ"Jr"ハヤト○ 大間まぐ狼 Ken45° 佐藤秀 佐藤恵 |
| 第2試合 シングルマッチ                  |                                     |                                                   |
| ○つぼ原人                               | 10分48秒 リングアウト勝ち           | 北海珍念●                                         |
| 再試合                                  |                                     |                                                   |
| ○つぼ原人                               | 5秒 低空式ブレーンバスター          | 北海珍念●                                         |
| 第3試合 シングルマッチ                  |                                     |                                                   |
| ○スペル・デルフィン                     | 8分43秒 デルフィンクラッチ          | 第八代ダイナマイト東北●                           |
| 第4試合 6人タッグマッチ                 |                                     |                                                   |
| グラン浜田 SASUKE ●ヨネ原人             | 15分44秒 ダイビングセントーン       | ディック東郷○ MEN'Sテイオー 新崎人生              |
| 第5試合 東北ジュニアヘビー選手権試合    |                                     |                                                   |
| ○義経 （王者）                          | 16分42秒 シューティングスタープレス | 南野タケシ● （挑戦者）                            |

## 秋田大会
- 日時 : 2008年7月19日
- 会場 : セリオンプラザ
- 動員数 : 520人

| 第1試合 タッグマッチ                                                  |                                     |                                                   |
| ○南野タケシ 第八代ダイナマイト東北                                    | 10分43秒 逆片エビ固め               | 日向寺塁 相澤孝之●                                |
| 第2試合 シングルマッチ                                                |                                     |                                                   |
| ○つぼ原人                                                             | 6分57秒 珍ぐり返し                  | 北海珍念●                                         |
| 第3試合 10人タッグマッチ                                              |                                     |                                                   |
| グラン浜田 ▲ザ・グレート・サスケ スペル・デルフィン 新崎人生 ヨネ原人 | 15分8秒 両者リングアウト            | フジタ"Jr"ハヤト 大間まぐ狼▲ Ken45° 佐藤秀 佐藤恵 |
| 第4試合 タッグマッチ                                                  |                                     |                                                   |
| ○ディック東郷 MEN'Sテイオー                                           | 11分53秒 ダイビングセントーン       | 景虎 ラッセ●                                      |
| 第5試合 東北ジュニアヘビー選手権試合                                  |                                     |                                                   |
| ○義経 （王者）                                                        | 24分33秒 シューティングスタープレス | 野橋真実● （挑戦者）                              |

## 宮城大会
- 日時 : 2008年7月20日
- 会場 : 仙台港国際ビジネスサポートセンター
- 動員数 : 600人

| 第1試合 タッグマッチ                  |                               |                                     |
| ○グラン浜田 第八代ダイナマイト東北    | 9分49秒 浜ちゃんカッター      | 日向寺塁 相澤孝之●                  |
| 第2試合 シングルマッチ                |                               |                                     |
| ○つぼ原人                             | 8分42秒 4代目ハイキック       | 北海珍念●                           |
| 第3試合 6人タッグマッチ               |                               |                                     |
| ●南野タケシ 景虎 ヨネ原人             | 11分3秒 ヘルム                | フジタ"Jr"ハヤト○ 大間まぐ狼 Ken45° |
| 第4試合 タッグマッチ                  |                               |                                     |
| ○ディック東郷 MEN'Sテイオー           | 10分19秒 ダイビングセントーン | 佐藤秀 佐藤恵●                      |
| 第5試 6人タッグマッチ                 |                               |                                     |
| スペル・デルフィン ○新崎人生 野橋真実 | 16分24秒 極楽固め             | ザ・グレート・サスケ 義経 ラッセ●   |

## 岩手大会
- 日時 : 2008年7月21日
- 会場 : 矢巾町民総合体育館
- 動員数 : 1039人

| 第1試合 シングルマッチ                                                    |                               |                                                              |
| ○気仙沼二郎                                                               | 6分42秒 気仙沼落とし          | 相澤孝之●                                                    |
| 第2試合 シングルマッチ                                                    |                               |                                                              |
| ●つぼ原人                                                                 | 8分41秒 永田式腕固め          | 北海珍念○                                                    |
| 第3試合 タッグマッチ                                                      |                               |                                                              |
| ○スペル・デルフィン 新崎人生                                              | 10分35秒 デルフィンクラッチ   | ヨネ原人 第八代ダイナマイト東北●                             |
| 第4試合 10人タッグマッチ                                                  |                               |                                                              |
| 南野タケシ 景虎 ●ラッセ 野橋真実 日向寺塁                                 | 13分20秒 ヘルム               | フジタ"Jr"ハヤト○ 大間まぐ狼 Ken45° 佐藤秀 佐藤恵            |
| 第5試合 6人タッグマッチ                                                   |                               |                                                              |
| ×ディック東郷 獅龍 MEN'Sテイオー                                          | 7分8秒 無効試合（九龍の乱入） | グラン浜田 ザ・グレート・サスケ× 義経                        |
| 第6試合 12人タッグマッチ                                                  |                               |                                                              |
| グラン浜田 ザ・グレート・サスケ ○ディック東郷 獅龍 MEN'Sテイオー 新崎人生 | 6分21秒 ダイビングセントーン  | フジタ"Jr"ハヤト 南野タケシ 大間まぐ狼 Ken45°● 佐藤秀 佐藤恵 |

## DVD
- みちのくプロレス15周年 ノスタルジックツアー（2008年）